# Néstor Combin
Néstor Combin (29 de diciembre de 1940, Las Rosas, Argentina) es un exfutbolista franco-argentino, que desarrolló la mayor parte de su carrera en Francia.
Jugaba de delantero, principalmente con el Olympique Lyonnais y con la selección nacional de fútbol de Francia.
Fue apodado La Foudre (el Rayo) en Francia, por su velocidad, y el Il Selvaggio (el Salvaje) en Italia, por su espíritu combativo.
En el partido entre el A.C. Milan y el equipo argentino Estudiantes por la Copa Intercontinental 1969, Combin fue severamente agredido por sus rivales, resultando con la nariz rota, en el episodio conocido como la Masacre de La Bombonera. Cuando dejaba el estadio, fue arrestado por la Policía Federal por una orden de un juez, que lo consideraba desertor del servicio militar obligatorio argentino. Tras la indignación y la presión internacional, fue liberado.

## Carrera

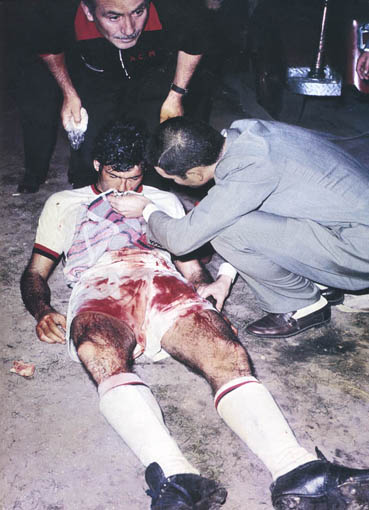
Combín con el A.C. Milan, luego de haber sido atacado en el partido de vuelta de la Copa Intercontinental 1969 contra Estudiantes de La Plata.

Combin marcó 117 goles en la Ligue 1, 68 con el Olympique Lyonnais y 49 con Red Star.
Luego jugó en Italia, con la Juventus, Varese (2ª división), Torino y Milan.
Terminó su carrera en Francia con Red Star.
Fue uno de los primeros futbolistas internacionales de Francia en jugar en el extranjero y en la Serie A de Italia. Ganó tres títulos allí, incluyendo una Copa Italia con Juventus y otra con Torino y finalmente una Copa Intercontinental con Milan.
Jugó 38 partidos con la Juventus, donde marcó 10 goles, y marcó 32 goles en tres temporadas con el Torino (99 partidos jugados).

## Selección nacional
Combin nació en Argentina, pero tenía orígenes franceses a través de su abuela materna. Tuvo 8 apariciones con la selección francesa entre 1964 y 1968, habiendo marcado cuatro goles.
Disputó la Copa Mundial de Fútbol de 1966 con Francia.

## Palmarés

### Club
Olympique Lyonnais
- Coupe de France (Copa de Francia): 1964

Juventus F.C.
- Copa Italia: 1964–65

Torino F.C.
- Copa Italia: 1967–68

A.C. Milan
- Copa Intercontinental: 1969

### Individuales
- Goleador de la Ligue 2: 1974